# HallWeedWood Stories Vol.1
HallWeedWood Stories Vol. 1 è un mixtape pubblicato da Asher Kuno nel corso del 2010.

## Tracce
Tutte le tracce sono state realizzate su strumentali edite, eccetto la numero 2, 9 e 14 che sono prodotte da Jack the Smoker.
1. Da un po' non giro
2. Mani pulite panni sporchi
3. Quadrifoglio feat. Coliche & Jack the Smoker
4. Né leggere né scrivere feat. E-Green
5. Chinese Money feat. Jack The Smoker
6. Non si anticipa feat. Palla Da Phella
7. Andiamo via feat. Jack The Smoker
8. Dalla testa ai piedi feat. Capstan
9. Sogni d'oro
10. Chi è feat. Supa
11. ShakeYaBomBom
12. Pure il muro
13. Il giro dell'idroscalo feat. Supa
14. Fumaça, brucho y el siempre verde feat. Jack The Smoker & E-Green
15. Alimentare il fuoco feat. Bat One
16. Fatto da me feat. Emis Killa
17. HWW Anthem feat. Capstan, MDT, Rayden, Supa, Bat One, Jack The Smoker, Kayl & E-Green